# Josef Jindřich Šechtl
Josef Jindřich Šechtl, né le 9 mai 1877 à Tabor, Autriche-Hongrie et mort le 24 février 1954 à Tábor en Tchécoslovaquie, est un photographe tchèque. Il se spécialise dans le photojournalisme et le portrait.

## Biographie
Fils du photographe Ignác Josef Schächtl (1840-1911), Josef Jindřich Šechtl dirige de 1911 à 1951 l'atelier photographique familial "Šechtl a Voseček" installé à Tábor, avec son fils le photographe Josef Šechtl (1925-1992) et sa belle-fille la photographe Marie Šechtlová (1928-2008).
Il fait partie des photographes professionnels de Bohême qui expérimentent avec succès le procédé du bromoil et les autochromes.

## Œuvres de Josef Jindřich Šechtl

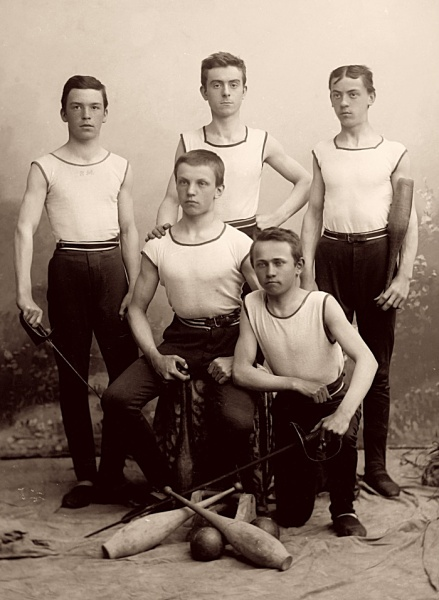
Membres du Sokol vers 1900.
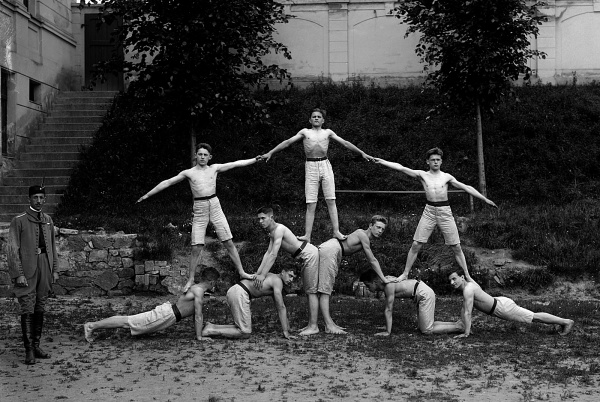
Membres du Sokol formant une pyramide humaine en 1924.
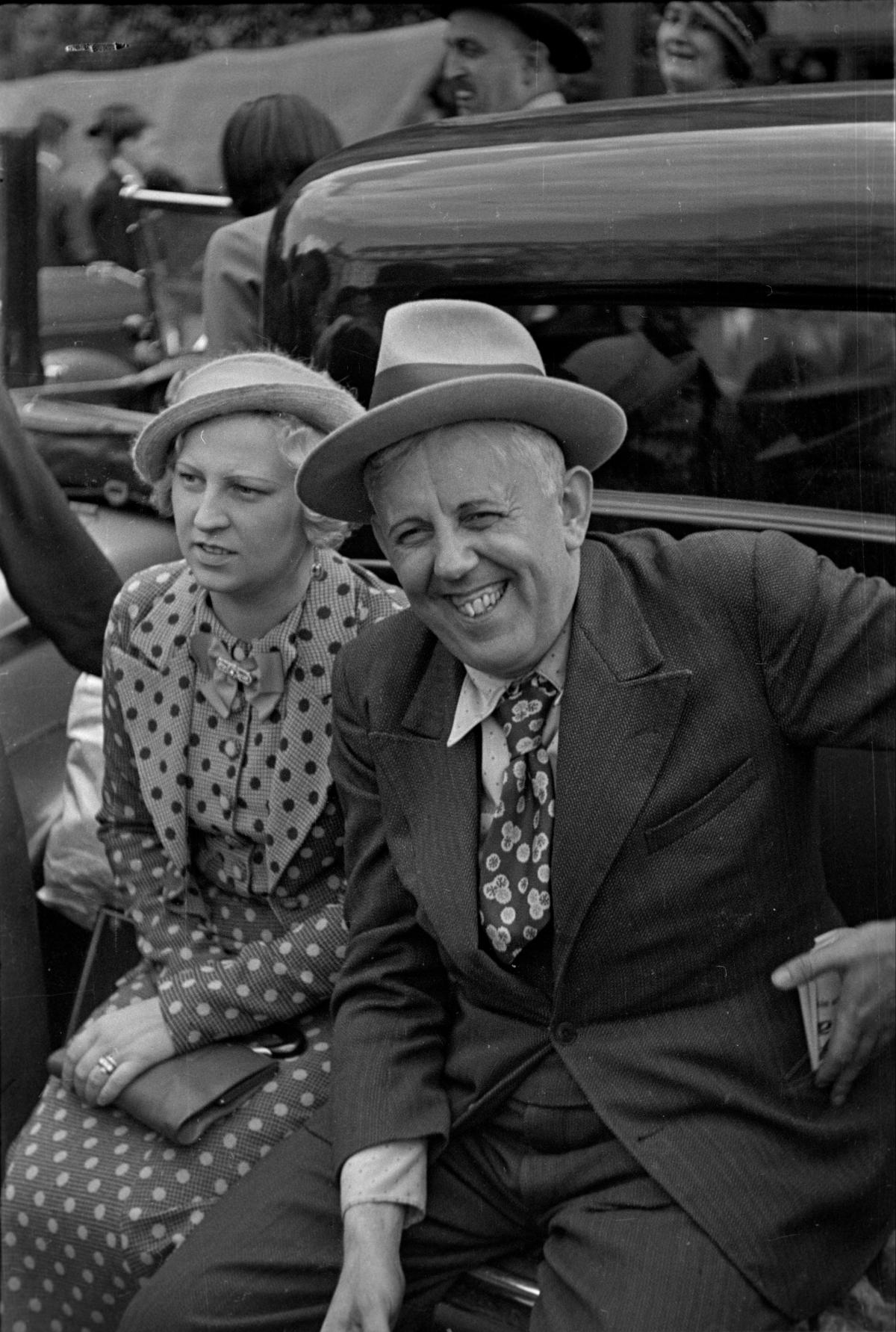
L'acteur Ferenc Futurista vers 1934.
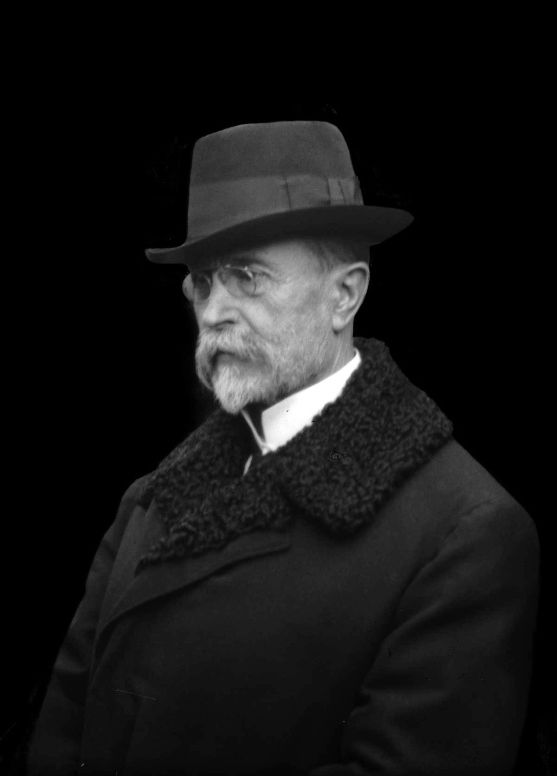
Tomáš Masaryk en 1918.
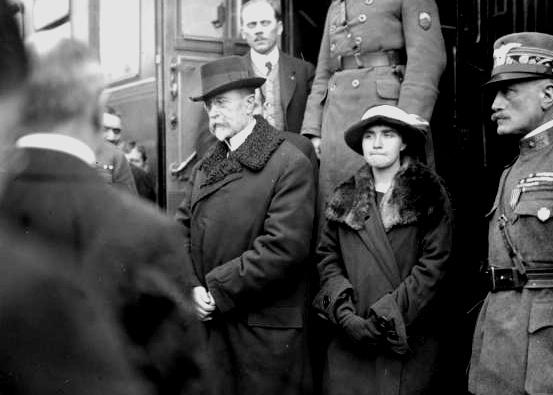
Tomáš Masaryk et sa fille Olga descendant du train à Tábor le 21 décembre 1918.
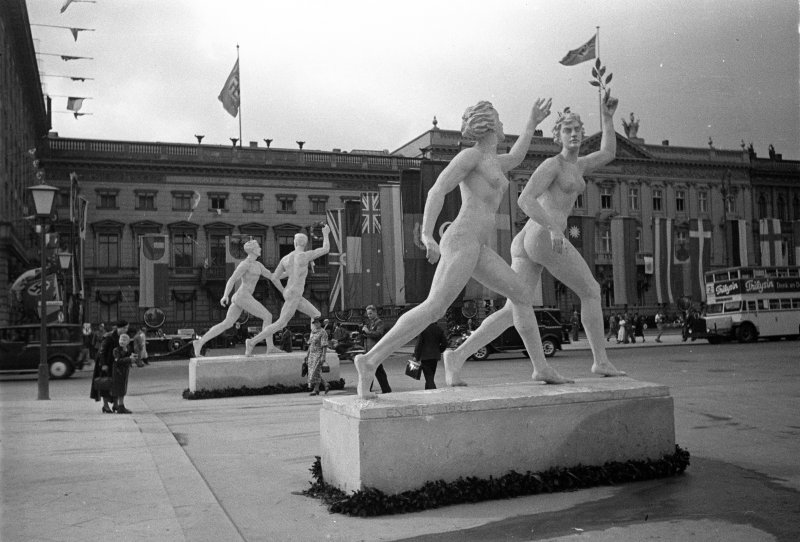
Jeux olympiques de Berlin en 1936.

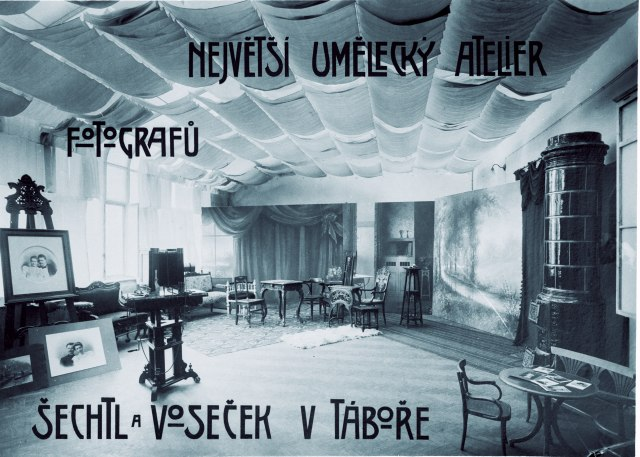
Photographie publicitaire utilisée par le studio Šechtl et Voseček à Tábor au début du XX.